# María la del Barrio (canção)
"María La Del Barrio" é uma canção de Thalía, lançado como o terceiro single de seu quarto álbum En Éxtasis e também como a música tema da novela de mesmo nome. "Maria La Del Barrio" seguiu o sucesso "Thalia mania" em todo o mundo e foi o número um em mais de 20 países. A música é considerada uma de suas canções mais conhecidas e foi um grande sucesso.

## História
"Maria La Del Barrío" foi lançado pela primeira vez com uma versão editada como a abertura e tema principal da novela de mesmo nome em julho de 1995. Com o sucesso dos singles anteriores de Thalia, "Piel Morena" e "Amándote", foi escolhido para ser o terceiro single de seu quarto álbum, En Éxtasis.
Originalmente lançado como single e na versão original em 1995, "María La Del Barrio" se tornou um sucesso instantâneo. A popularidade da música era tão grande quanto "Piel Morena" e ainda maior em alguns países. Thalia promoveu a música em vários programas de TV, eventos, prêmios e shows.
Com o crescente sucesso da novela, o single também se tornou mais popular e alcançou um airplay e várias certificações em todo o mundo. É considerado um dos clássicos de Thalia.

## Sucesso internacional
Em 1995, "María La Del Barrio" foi uma canção muito popular na América Central e do Sul antes de seu lançamento original. Com a transmissão da novela em mais de 180 países, a música foi oficialmente lançada como single e se tornou um sucesso em vários países.
Como os singles de novelas anteriores de Thalia - "María Mercedes" e "Marimar" - "María La Del Barrio" foi uma de suas canções mais populares em países sem um forte mercado fonográfico de língua espanhola. Foi número um em mais de 20 países.
Com o sucesso fenomenal nas Filipinas, onde foi a música mais tocada em 1997, Thalia gravou a música na versão Tagalog, com o título "Mariang Taga-Barrio". Foi uma parte do seu álbum filipino Nandito Ako.

## Single
- Lançamento Original / Airplay (1995)

1. María La Del Barrio (Versão do Álbum) - 3:54

- CD Single / Comercial (1995)[1]

1. María La Del Barrio (Versão do Álbum) - 3:54
2. Juana (Album Version) - 2:50
3. Piel Morena (Remix) - 6:43

- US Promo CD + Interview (1996)

1. María La Del Barrio (Versão do Álbum) - 3:54
2. Piel Morena (Remix) - 6:43
3. Piel Morena (Karaoke) - 4:42
4. Entrevista com Thalía (Entrevista com Thalia) - 15:11

## Desempenho nas tabelas musicais

### Posições
| Chart (1996)                               | Maior posição |
| ------------------------------------------ | ------------- |
| Estados Unidos (Billboard Hot Latin Songs) | 30            |